# Doros profuges
Doros profuges es una especie de mosca sírfida. Se distribuyen por el Paleártico en Eurasia.